# Apocheiridium leopoldi
Apocheiridium leopoldi är en spindeldjursart som beskrevs av Vitali-di Castri 1962. Apocheiridium leopoldi ingår i släktet Apocheiridium och familjen dvärgklokrypare. Inga underarter finns listade i Catalogue of Life.